# Diglyphomorphomyia aequus
Diglyphomorphomyia aequus är en stekelart som beskrevs av Zhu och Huang 2003. Diglyphomorphomyia aequus ingår i släktet Diglyphomorphomyia och familjen finglanssteklar.
Artens utbredningsområde är Taiwan. Inga underarter finns listade i Catalogue of Life.